# ژیبیرسک
ژیبیرسک (انگلیسی: Zhybirsk) یک شهرک در قزاقستان است که در استان قراغندی واقع شده‌است.